# Butterfly (cuneの曲)
「Butterfly」（バタフライ）は、cuneの2枚目のインディーズ・シングルである。

## 概要
- インディーズからシングルを発売するのは、本作が最後。

## 収録曲
1. Butterfly　作詞:小林亮三、作曲・編曲:cune
2. クローバー　作詞・作曲:小林亮三、編曲:cune
3. グラフィティ'99　作詞・作曲:小林亮三、編曲:cune

## 収録アルバム
- GREAT SPLASH (#1)
- BEST 1999-2004 (#1)